# Anna Guzowska
Anna Pacholak-Guzowska (ur. 15 stycznia 1980 w Sieradzu) – polska lekkoatletka specjalizująca się w biegach sprinterskich.

## Życiorys
Międzynarodową karierę zaczynała od zdobycia – jako 17-latka – brązowego medalu mistrzostw Europy juniorów w sztafecie 4 x 100 metrów. W 1998 w biegu rozstawnym była piąta na mistrzostwach świata juniorów, a indywidualnie dotarła do półfinału biegu na 200 metrów. Podczas juniorskiego czempionatu Starego Kontynentu w Rydze (1999) sztafeta 4 × 100 metrów z Pacholak w składzie uplasowała się tuż za podium na czwartym miejscu.
Pierwsze sukcesy w gronie seniorek odniosła zimą 2002 zdobywając wraz z koleżankami ze sztafety 4 x 400 metrów halowe wicemistrzostwo Europy. Dotarła do ćwierćfinału biegu na 200 metrów podczas mistrzostw świata w Paryżu (2003) oraz igrzysk olimpijskich w Atenach (2004). Na halowych mistrzostwach Starego Kontynentu w 2005 zdobyła ponownie srebrny medal w biegu rozstawnym 4 × 400 metrów, a indywidualnie uplasowała się na czwartym miejscu w biegu na 200 metrów. W tym samym sezonie podczas mistrzostw świata sztafeta 4 × 400 metrów zajęła czwarte miejsce ustanawiając wynikiem 3:24,49 rekord Polski. Kilka miesięcy później – 27 maja 2006 – ostatni raz wystartowała w oficjalnych zawodach i zakończyła karierę. Do sportu powróciła po kilkuletniej przerwie jesienią 2010 roku. W pierwszym starcie od prawie pięciu lat – 15 maja 2011 na stadionie warszawskiej AWF – uzyskała w biegu na 100 metrów wynik 12,15. Wielokrotna medalistka mistrzostw Polski seniorów oraz reprezentantka kraju w pucharze Europy.

## Rekordy życiowe
- bieg na 200 m – stadion: 22,87 (6 lipca 2003, Bielsko-Biała); hala: 23,24 (5 marca 2005, Madryt);
- bieg na 400 m – stadion: 51,29 (25 czerwca 2005, Biała Podlaska); hala: 53,42 (12 lutego 2005, Spała). Wynik uzyskany przez sprinterkę w biegu na 400 metrów w 2005 (51,29) był w chwili jego uzyskania trzecim najlepszym rezultatem w historii polskiej lekkoatletyki[6].

## Osiągnięcia
| Rok  | Impreza                     | Miejsce   | Konkurencja        | Pozycja     | Wynik   |
| ---- | --------------------------- | --------- | ------------------ | ----------- | ------- |
| 1997 | Mistrzostwa Europy juniorów | Lublana   | sztafeta 4 × 100 m | 3. miejsce  | 44,59   |
| 1998 | Mistrzostwa świata juniorów | Annecy    | sztafeta 4 × 100 m | 5. miejsce  | 44,75   |
| 1998 | Mistrzostwa świata juniorów | Annecy    | bieg na 200 m      | półfinał    | 24,21   |
| 1999 | Mistrzostwa Europy juniorów | Ryga      | bieg na 100 m      | eliminacje  | 11,90w  |
| 1999 | Mistrzostwa Europy juniorów | Ryga      | bieg na 200 m      | 7. miejsce  | 24,21   |
| 1999 | Mistrzostwa Europy juniorów | Ryga      | sztafeta 4 × 100 m | 4. miejsce  | 45,42   |
| 2002 | Halowe mistrzostwa Europy   | Wiedeń    | bieg na 200 m      | półfinał    | 24,06   |
| 2002 | Halowe mistrzostwa Europy   | Wiedeń    | sztafeta 4 × 400 m | 2. miejsce  | 3:32,45 |
| 2003 | Mistrzostwa świata          | Paryż     | bieg na 200 m      | ćwierćfinał | 23,43   |
| 2004 | Superliga pucharu Europy    | Bydgoszcz | bieg na 200 m      | 5. miejsce  | 23,24   |
| 2004 | Igrzyska olimpijskie        | Ateny     | bieg na 200 m      | ćwierćfinał | 23,35   |
| 2005 | Halowe mistrzostwa Europy   | Madryt    | bieg na 200 m      | 4. miejsce  | 23,55   |
| 2005 | Halowe mistrzostwa Europy   | Madryt    | sztafeta 4 × 400 m | 2. miejsce  | 3:29,37 |
| 2005 | Superliga pucharu Europy    | Florencja | bieg na 400 m      | 4. miejsce  | 23,15   |
| 2005 | Superliga pucharu Europy    | Florencja | sztafeta 4 × 100 m | 4. miejsce  | 43,85   |
| 2005 | Mistrzostwa świata          | Helsinki  | bieg na 400 m      | półfinał    | 52,45   |
| 2005 | Mistrzostwa świata          | Helsinki  | sztafeta 4 × 400 m | 4. miejsce  | 3:24,49 |